# Campeonato Sergipano de Futebol de 1991
O Campeonato Sergipano de Futebol de 1991 foi a 68º edição da divisão principal do campeonato estadual de Sergipe. O campeão foi o Sergipe que conquistou seu 24º título na história da competição. Os artilheiros do campeonato foram Elenílson e Lenílton, ambos jogadores do Sergipe, com 15 gols marcados cada.

## Premiação
| Campeonato Sergipano de 1991 |
| Aracaju                      |
| ---------------------------- |
| Sergipe Campeão (24º título) |